# جورج أتكينز
جورج أتكينز (بالإنجليزية: George Atkins) هو دراج بريطاني، ولد في 18 أغسطس 1991 في ليستر في المملكة المتحدة.

## وصلات خارجية
- جورج أتكينز على موقع الاتحاد الدولي للدراجات (الإنجليزية)
- جورج أتكينز على موقع أرشيف الدراجات (الإنجليزية)
- جورج أتكينز على موقع إحصائيات الدراجات الإحترافية (الإنجليزية)
- جورج أتكينز على موقع نسبة الدراجات (الإنجليزية)
- جورج أتكينز على موقع اتحاد ألعاب الكومنولث (مؤرشف) (الإنجليزية)